# Smithsonian (metropolitana di Washington)
Smithsonian è una stazione della metropolitana di Washington, situata sul tratto comune delle linee blu, arancione e argento. Si trova sul National Mall, presso i musei dello Smithsonian Institution, il Monumento a Washington e diversi edifici federali (tra cui le sedi del Dipartimento dell'Agricoltura e del Dipartimento dell'Energia).
È stata inaugurata il 1º luglio 1977, contestualmente all'apertura della linea blu.
La stazione è servita da autobus dei sistemi Metrobus (anch'esso gestito dalla WMATA) e Loudoun County Commuter Bus, da autobus della Potomac and Rappahannock Transportation Commission e dal DC Circulator.